# Vadim Sjipatjov
Vadim Aleksandrovitj Sjipatjov (ryska: Вадим Александрович Шипачёв), född 12 mars 1987, är en rysk professionell ishockeyspelare som för närvarande spelar för Vegas Golden Knights i NHL. Han har tidigare spelat för SKA Sankt Petersburg i Kontinental Hockey League (KHL).
Vadim Sjipatjov började sin karriär som hockeyspelare på ungdomsnivå i Severstal Tjerepovets, med vilka han senare gjorde sin debut med i Ryska hockey ligan säsongen 2005/06. Han spelade i andra divisionen från säsongen 2007/08 för Belgorod, där han bland annat gjorde 38 poäng, inklusive åtta mål säsongen 2008/2009. 
Från säsongen 2008/09 spelade Sjipatjov för Severstal Tjerepovets i nybildade Kontinental Hockey League. I maj 2013 byttes Sjipatjov ut mot Ivan Kassutin Grigory Serkin till SKA Sankt Petersburg.
Han vann Gagarin Cup med SKA Sankt Petersburg två gånger, 2015 och igen 2017.
5 maj 2017 skrev Sjipatjov på för Vegas Golden Knights inför lagets första säsong i NHL.

## Meriter
- Världsmästare i ishockey 2014
- VM-silver 2015
- KHL All Star match 2012, 2015, 2016
- Gagarin Cup-mästare 2015 och 2017.
- Flest assist i KHL 2015/16
- OS-guld 2018
- Vann OS-ishockeyns poängliga 2018